# Strong Enough (chanson de Cher)
Pour les articles homonymes, voir Strong Enough.
Singles de Cher
Believe
(1998) All or Nothing
(1999)
Pistes de Believe
All or Nothing Dov'è lamore
Strong Enough est une chanson de l'artiste américaine Cher, issue de son 22e album, Believe, édité en 1998, et sortie en single le 19 février 1999 sous le label Warner Bros. Records.

## Classement par pays
| Classement (1999)                       | Meilleure position |
| --------------------------------------- | ------------------ |
| Allemagne (Media Control AG)            | 3                  |
| Australie (ARIA)                        | 11                 |
| Autriche (Ö3 Austria Top 40)            | 4                  |
| Belgique (Flandre Ultratop 50 Singles)  | 6                  |
| Belgique (Wallonie Ultratop 50 Singles) | 4                  |
| Canada (RPM)                            | 16                 |
| Finlande (Suomen virallinen lista)      | 7                  |
| France (SNEP)                           | 3                  |
| Irlande (IRMA)                          | 11                 |
| Norvège (VG-lista)                      | 16                 |
| Nouvelle-Zélande (RMNZ)                 | 6                  |
| Pays-Bas (Nederlandse Top 40)           | 11                 |
| Royaume-Uni (UK Singles Chart)          | 5                  |
| Suède (Sverigetopplistan)               | 21                 |
| Suisse (Schweizer Hitparade)            | 5                  |
| États-Unis (Hot 100)                    | 57                 |
| États-Unis (Adult Contemporary)         | 29                 |
| États-Unis (Dance Club Songs)           | 1                  |